# Ford EcoSport
La Ford EcoSport è un'autovettura di tipo SUV compatto di segmento B, prodotto dalla casa automobilistica statunitense Ford dal 2003 al 2022 in due serie, di cui la seconda è stata presentata nel 2012.

## Prima generazione (2003-2012)
La prima generazione della EcoSport è stata progettata dalla "USA Ford Truck Center Vehicle" e costruito solo in Brasile.
È fortemente ispirata alla Fusion venduta nell'Europa al suo posto, ma con caratteristiche stilistiche e sportive diverse per evitare l'accostamento alla più popolare versione europea. È stata prodotta dal 2003 al 2012 e venduta nei soli mercati dell'America Latina.
Tra i suoi concorrenti vi sono anche la Fiat Palio Weekend Adventure e la Volkswagen CrossFox.

Tutti i modelli sono a trazione anteriore con cambio manuale di serie, mentre il modello da 2,0 Lt può anche essere equipaggiata con un cambio automatico a quattro rapporti e trazione integrale permanente. In quest'ultimo caso, un sistema a comando elettronico consente al conducente di attivare il differenziale posteriore direttamente dal cruscotto.

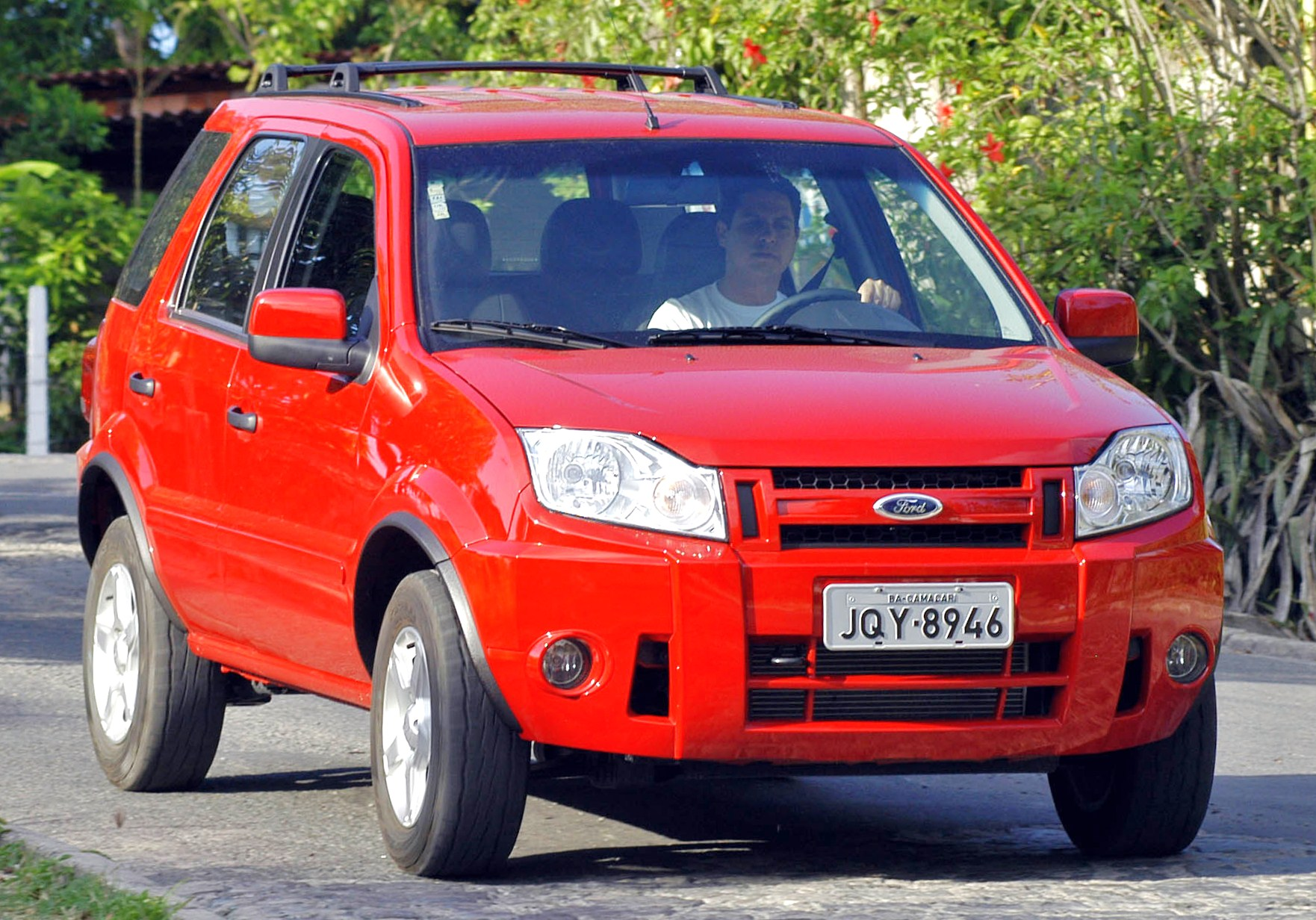
Il frontale di una Ecosport dopo il restyling 2007

Da quando l'Ecosport è entrato in commercio, la vettura ha venduto bene, tanto da essere considerata tra i 10 veicoli più venduti in Brasile.
A un anno dal debutto brasiliano, cioè nel 2004, l'Ecosport sbarca anche nei mercati messicani dove verrà venduta sino al 2010.
Nel 2006 viene cancellato il motore di base a benzina, il 1.0 turbocompresso Zetec-Rocam da 95 CV.
Alla fine del 2007 è stato operato un restyling, che ha modificato la parte anteriore per allinearla ai moderni pick-up della Ford, così come già fatto sul modello brasiliano della Fiesta.
Modifiche minori arrivano al posteriore, dove cambiano i gruppi ottici, il portellone e in piccolissima parte, il paraurti.
Internamente arriva un nuovo cruscotto di maggior qualità.

### Motorizzazioni
Al debutto era disponibile con quattro motorizzazioni a 4 cilindri in linea:
- Zetec-Rocam 1000 cm³ 8V benzina sovralimentato, 95 CV (70 kW)
- Zetec-Rocam 1600 cm³ 8V benzina / etanolo, 111 CV (82 kW)
- Duratec 2000 cm³ benzina 16V 145 CV (107 kW), unico motore a essere potuto ordinare con la trazione integrale permanente e col cambio automatico)
- Duratorq TDCi diesel 1400 cm³, 68 CV (50 kW), quest'ultimo di derivazione Ford-PSA e destinato solo all'esportazione)

## Seconda generazione (2012-2022)
Presentata in anteprima al salone di Nuova Delhi all'inizio dell'anno, è entrata in produzione in Brasile nella seconda metà del 2012.
Dall'inizio del 2013 viene prodotta anche negli stabilimenti cinesi e in seguito in quelli indiani.
È la prima EcoSport a essere importata in Europa, nell'America del Nord (dal 2017, negli Stati Uniti e nel Canada) nei paesi del Sud asiatico, anche e soprattutto in India e in Cina, entrambi paesi dove il SUV è prodotto. 
In Europa in particolare, la nuova EcoSport è stata presentata in anteprima al Salone dell'automobile di Parigi nel 2012 e poi in via definitiva al Mobile World Congress 2013 di Barcellona. Il piccolo SUV, lanciato in Europa al cavallo tra il 2013 e il 2014 in seguito all'ondata dei piccoli SUV in diffusione sul mercato europeo (le varie Peugeot 2008, Renault Captur e Opel Mokka), viene importata dalla fabbrica Ford di Chennai, in India e (al debutto) adotta tre motorizzazioni, tutte a trazione anteriore: un 1.0 turbo a benzina Ecoboost da 125 CV, un 1.5 da 110 CV a benzina e un 1.5 TDCi da 90 CV a gasolio.

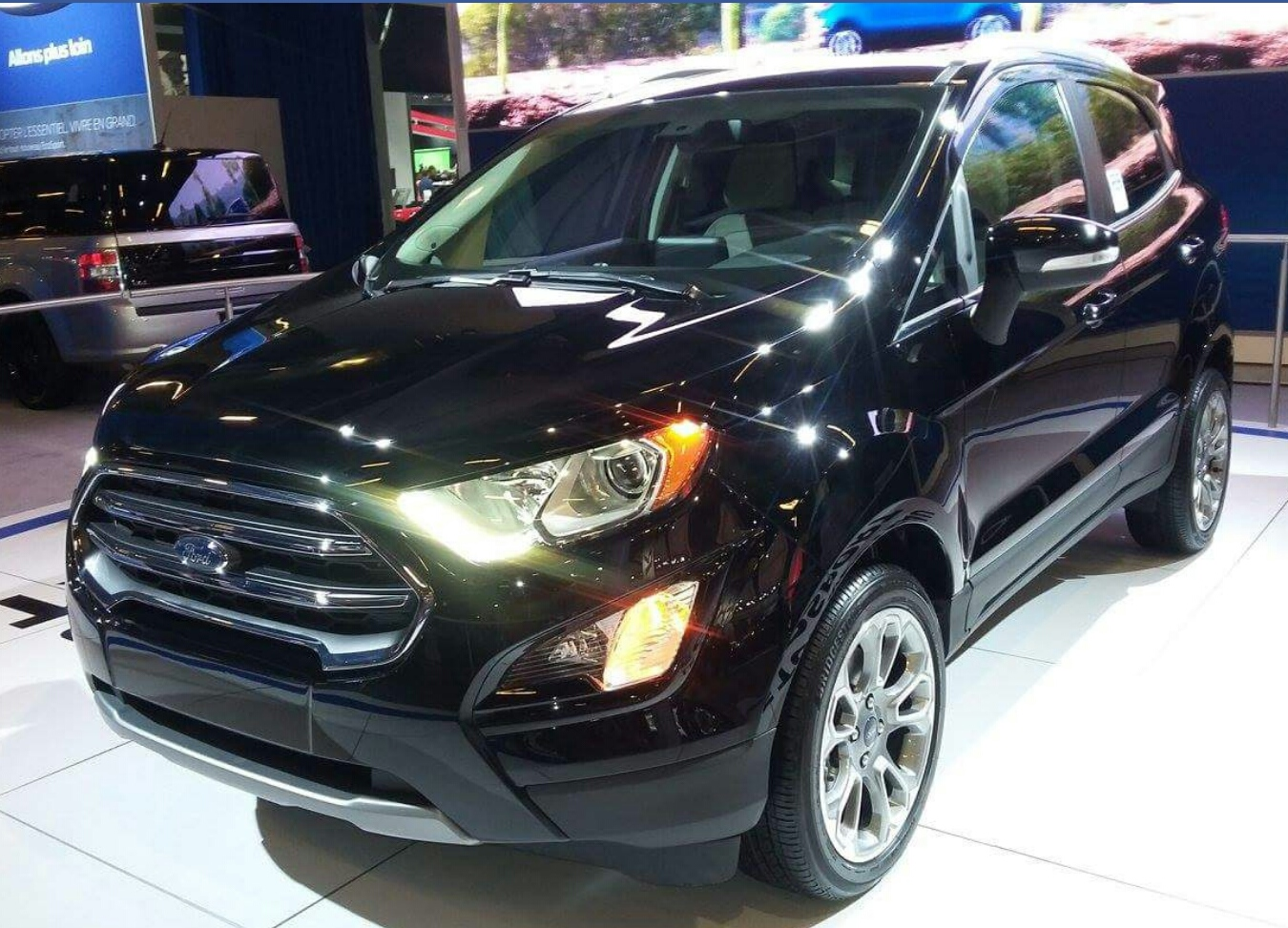
EcoSport ristilizzato per il mercato nordamericano

Nel 2015 la EcoSport europea, in seguito a vendite sottotono e critiche della stampa specializzata (prime tra tutto le plastiche di scarsa qualità degli interni e la presenza della ruota di scorta posteriore) viene aggiornata, con lievi modifiche che modificano gli esterni, con nuovi fari anteriori e posteriori e con un nuovo portellone senza ruota di scorta (che rimane, comunque, optional), gli interni, grazie ad alcuni comandi rivisti, nuove sellerie e plastiche di migliore qualità, il comfort (nuove sospensioni e maggior uso di pannelli fonoassorbenti) e la dinamica di guida, con nuove sospensioni e tarature di servosterzo e ESP. Rivista anche la gamma di motori, tutte Euro 6 e che comprende i motori 1.0 Ecoboost da 125 e l'inedita versione da 140 CV e anche 1.5 Ti-VCT da 110 CV a benzina, oltre al nuovo 1.5 TDCi da 95 CV o 100 CV a gasolio.

### Restyling 2016

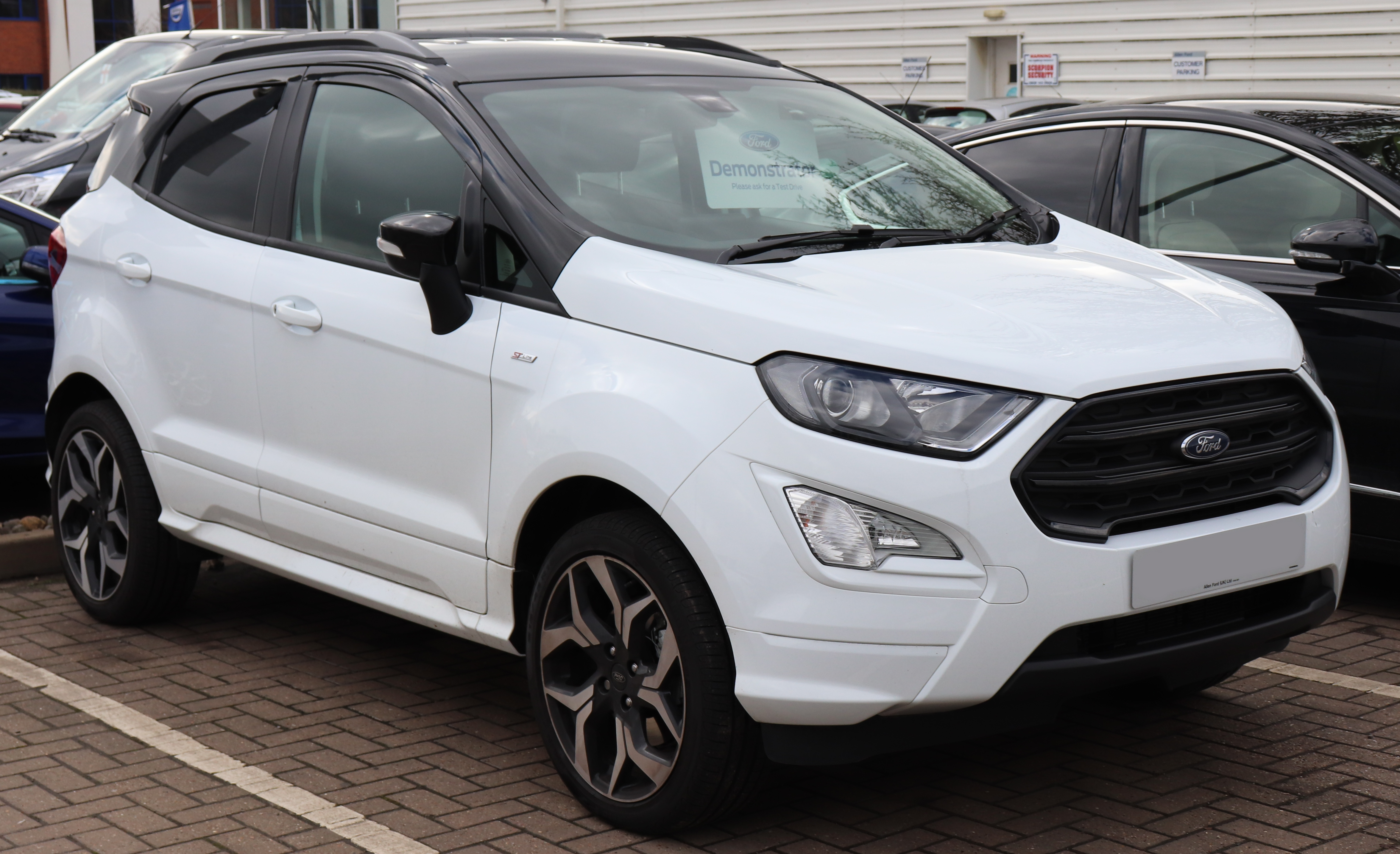
EcoSport restyling

Al Salone di Los Angeles del 2016, invece, la EcoSport viene pesantemente aggiornata e, per l'occasione, fa il suo debutto in Nord America. Il nuovo modello è riconoscibile per un frontale inedito, più aggressivo, che presenta nuovi fari, griglia e paraurti, nuovi cerchi e alcune rifiniture di diverso disegno al posteriore, ma anche per un deciso svecchiamento degli interni, che presentano adesso una nuova plancia, con una nuova strumentazione, un nuovo sistema multimediale SYNC 3 da 8 pollici a forma di "tablet" e un nuovo tunnel centrale. Inediti anche tessuti e finiture. Nel complesso, l'ambiente interno somiglia alla nuova Fiesta. I motori per il Nord America sono un 1.0 Ecoboost da 125 CV e un 2.0 abbinabile anche alla trazione integrale, entrambi disponibili con un cambio automatico a sei rapporti. Questo modello, con alcune leggere modifiche, viene venduto dal mese di luglio dell'anno successivo anche in Brasile, dove adotta due motorizzazioni a benzina: un 1.5 e un 2.0, entrambi disponibili anche con un inedito cambio automatico a sei marce, di serie sul motore 2.0.

### Motorizzazioni (in Europa)
| Modello             | Disponibilità       | Motore  | Cilindrata (cm³) | Potenza kW (CV) | Coppia max (Nm) | Emissioni CO2 (g/km) | 0–100 km/h (secondi) | Velocità max (km/h) | Consumo medio (km/l) |
| 1.0 EcoBoost 100 CV | dal 2018            | benzina | 999              | 74 (100)        | 170             | 121                  | 11,9                 | 170                 | 18,8                 |
| 1.0 EcoBoost 125 CV | dal debutto         | benzina | 999              | 92 (125)        | 170             | 125                  | 11                   | 180                 | 18,9                 |
| 1.0 EcoBoost 140 CV | dal 2015            | benzina | 999              | 103 (140)       | 180             | 125                  | 10,2                 | 185                 | 18,9                 |
| 1.5 110 CV          | dal 2014            | benzina | 1499             | 82 (110)        | 140             | 149                  | 13,3                 | 172                 | 15,3                 |
| 1.5 TDCi 90 CV      | dal debutto al 2015 | Diesel  | 1498             | 66 (90)         | 205             | 120                  | 14                   | 160                 | 21,4                 |
| 1.5 TDCi 95 CV      | dal 2015            | Diesel  | 1498             | 69 (95)         | 205             | 115                  | 14                   | 160                 | 22,6                 |
| 1.5 TDCi 100 CV     | dal 2017            | Diesel  | 1498             | 74 (100)        | 215             | 107                  | 14                   | 160                 | 24,4                 |